# Ляды (Стародубский район)
Ляды — посёлок в Стародубском муниципальном округе Брянской области.

## География
Находится в южной части Брянской области на расстоянии приблизительно 24 км на северо-восток от районного центра города Стародуб.

## История
Известен с 1920-х годов. На карте 1941 года был отмечен как поселение с 21 двором. До 2019 года входил в состав Гарцевского сельского поселения Стародубского района, с 2019 по 2020 в Меленское сельское поселение до его упразднения.

## Население
Численность населения: 140 человек (1926 год, приблизительно), 28человек в 2002 году (русские 86 %), 16 в 2010.